# Aleksandr Danílovich Ménshikov
Aleksandr Danílovich Ménshikov (del ruso: Александр Данилович Меншиков) (1673-1729) fue un estadista ruso, que ostentó los títulos de generalísimo, príncipe del Imperio ruso y duque de Izhora. Gobernador de San Petersburgo desde el 12 de octubre de 1702 a mayo de 1704 y de enero de 1725 al 8 de septiembre de 1727. Apreciado colaborador y amigo del zar Pedro I de Rusia, sería el gobernante de facto de Rusia durante dos años. Primer miembro ruso de la Royal Society de Londres.

## Biografía

### Inicios
Ménshikov nació entre 1670 y 1673. Sus enemigos debatían si era hijo de un mozo de establo o de un barquero, aunque lo más probable es que proviniera de una familia de la pequeña nobleza. Se ganó la vida en las calles de Moscú como vendedor de panecillos rellenos (pirozhkí ) a los veinte años. Su buena presencia y su carácter ingenioso le valerieron la atención de Franz Lefort, el primer favorito de Pedro, que lo tomó a su servicio, transfiriéndolo finalmente al del zar. Este le hace entrar en el regimiento Preobrazhenski, la guardia personal del zar. A la muerte de Lefort, en 1699, Ménshikov lo sucedería como primer favorito y confidente del zar. 

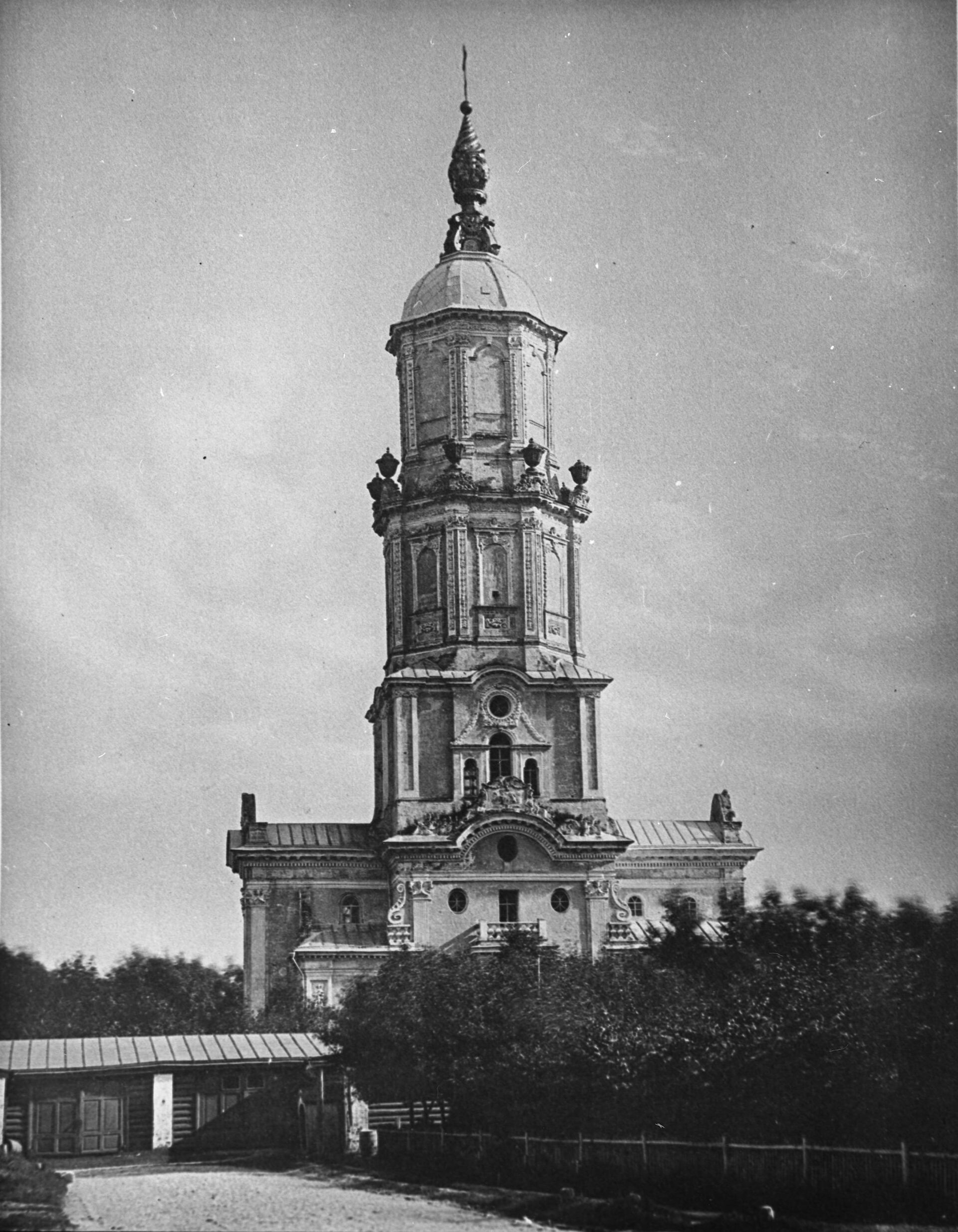
Torre de Ménshikov en Moscú.

## Juventud
Tuvo un papel activo en las Campañas de Azov (1695-1696) contra el Imperio otomano. Durante la primera visita al extranjero del zar, Ménshikov le acompañó en sus estudios navales en Ámsterdam, adquiriendo conocimientos de las lenguas coloquiales holandesa y alemana. En 1700, estalla la Gran Guerra del Norte con Suecia, que se prolongará hasta 1721. En esta guerra Ménshikov demostró grandes aptitudes militares. Como Pedro, no asiste a la batalla de Narva. Sin embargo, se distingue en la ofensiva rusa sobre Ingria en 1702. Es uno de los comandantes de las tropas que asedian la fortaleza de Nöteborg, en el ángulo que forman el lago Ládoga y el Neva. La toma de esta plaza, rebautizada como Shlisselburg fue importante para Rusia, ya que le dio acceso al Báltico. El mismo año, y no lejos de esta fortaleza, Pedro funda San Petersburgo, la futura capital. En 1707, Ménshikov se pone a la cabeza de las tropas cosacas, En 1709, es enviado a Ucrania y actúa como subordinado de Borís Sheremétev, comandante en jefe durante la retirada ante Carlos XII de Suecia en 1708, participando subsiguientemente en la batalla de Golovchín, la victoria sobre Iván Mazepa (tomando Baturin y masacrando a toda su población), y la definitiva victoria de la batalla de Poltava sobre Carlos XII (26 de junio de 1709; él mandaba el ala izquierda del ejército), donde conseguiría su bastón de mariscal de campo.

## Corrupción
Desde 1709 a 1714 sirvió en las campañas de Curlandia (1710), Holstein y Pomerania (1713) y, tras ser nombrado gobernador general de Ingria, casi con poderes ilimitados, le sería encomendado un papel importante en la administración civil. Ménshikov entendió a la perfección los principios que conducían las reformas de Pedro, convirtiéndose en la mano derecha del zar en sus gigantescas empresas. No obstante, se aprovechó y abusó de su poderosa situación, de modo que sus prácticas corruptas le llevaron al borde de la ruina. Cada vez que el zar volvía a Rusia recibía nuevas acusaciones de pillaje contra Ménshikov.
El primer arrebato de indignación de Pedro (marzo de 1711) fue debido al saqueo por parte del príncipe en Polonia. A su regreso a Rusia en 1712, Pedro descubrió que Ménshikov había hecho la vista gorda con la corrupción a gran escala que se daba en su propia gobernatura general. Pedro le advertiría "por última vez" para que cambiara sus prácticas. Todavía en 1713, estuvo encausado en el proceso Solov'ey, en el que se demostró que había defraudado al gobierno unos 100.000 rublos. El caer súbitamente enfermo, le salvó la vida en esta ocasión. Al recuperarse, la estima de Pedro por su amigo superó a su sentido de la justicia.
En el último año del reinado de Pedro se dieron nuevas acusaciones de fraude contra Ménshikov, debiendo este pedir la protección de la emperatriz Catalina. Catalina subió al trono en 1725, a la muerte de Pedro, en gran medida por el apoyo de Ménshikov y de su colega Piotr Tolstói. Ménshikov se mostró partidario de Catalina para continuar con el sistema de Pedro, reconociéndola como única candidata de cara a esta continuación, siendo su ascenso al trono una victoria final sobre los antiguos prejuicios por parte de las nuevas ideas de progreso, y por otro lado significaba seguridad para Ménshikov y su fortuna de mala reputación.

## Supremacía y caída en desgracia

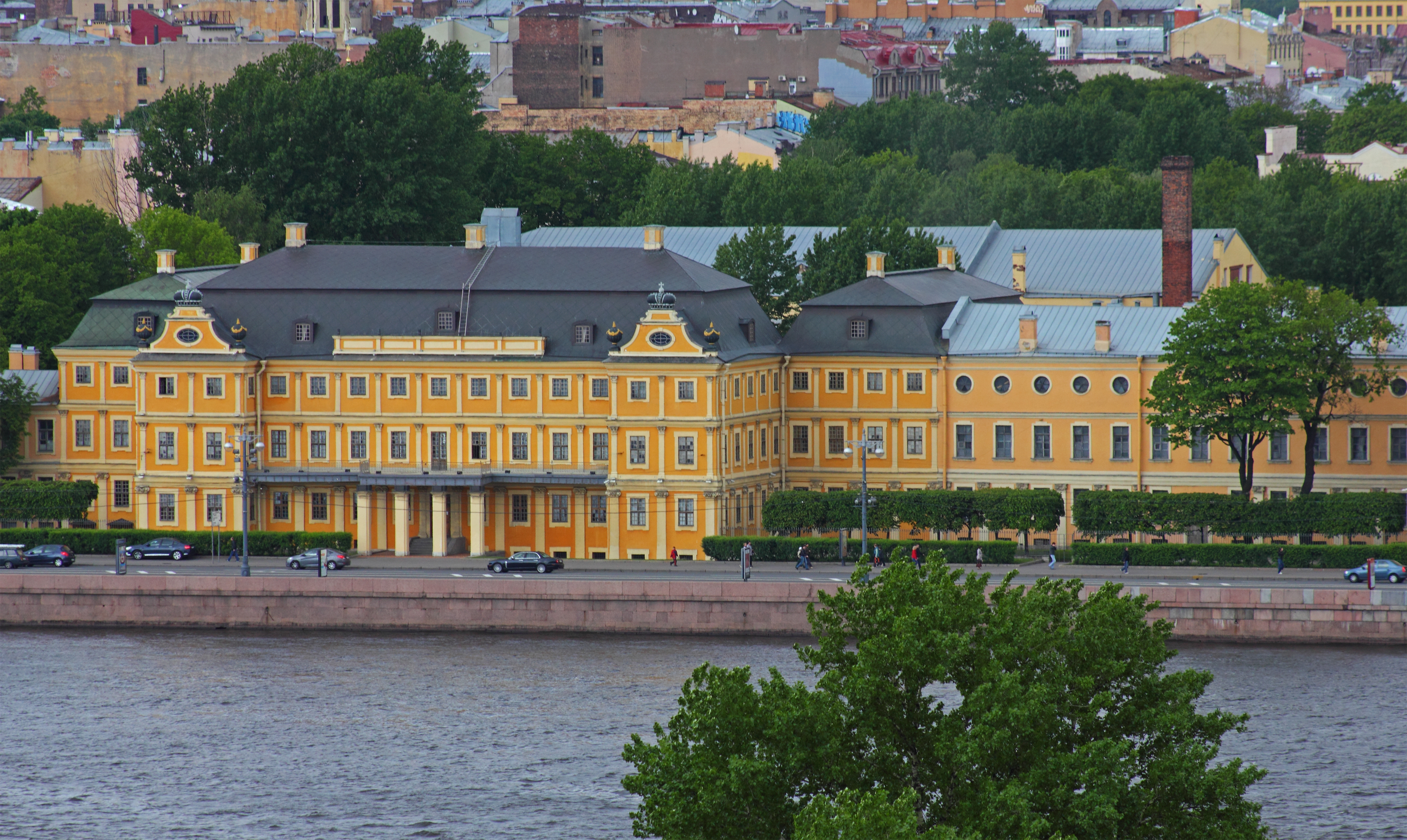
Palacio Ménshikov, San Petersburgo.

Durante el corto reinado de Catalina (febrero de 1725 - mayo de 1727), Ménshikov fue prácticamente el gobernante absoluto de Rusia. Se ascendió a sí mismo al rango sin precedentes en el país de Generalísimo, siendo el único ruso que llevaba el título de duque. A partir de la finalización del Palacio Ménshikov en un terraplén del río Neva (actualmente asignado al Museo del Hermitage), Ménshikov intentó constituir a Oranienbaum como capital de su efímero ducado. Pushkin en uno de sus poemas se refiere a Ménshikov como "medio-zar".
Globalmente cabe decir que gobernó bien, su difícil posición le sirvió de freno a sus inclinaciones naturales. Buscó la forma de mantenerse en el poder tras la muerte de Catalina mediante un golpe de Estado. Mientras que su colega Piotr Tolstói quería que ascendiera al trono Elizaveta Petrovna, Ménshikov proponía al jovencísimo Pedro II, hijo del zarevich Alexis, quedando él como dictador durante la minoría de edad del príncipe.
Por otro lado, intentó consolidar su posición definitivamente casando a su hija María con Pedro II. Pero la antigua nobleza, representada por los Dolgorúkov y los Golitsin, se unieron para derrocarle, siendo privado de todos sus títulos y dignidades y expulsado de la capital el 9 de septiembre de 1727. Poco después le sería confiscada su enorme riqueza, y deportado con toda su familia a Beriózovo, en Siberia, donde moriría el 12 de noviembre de 1729.

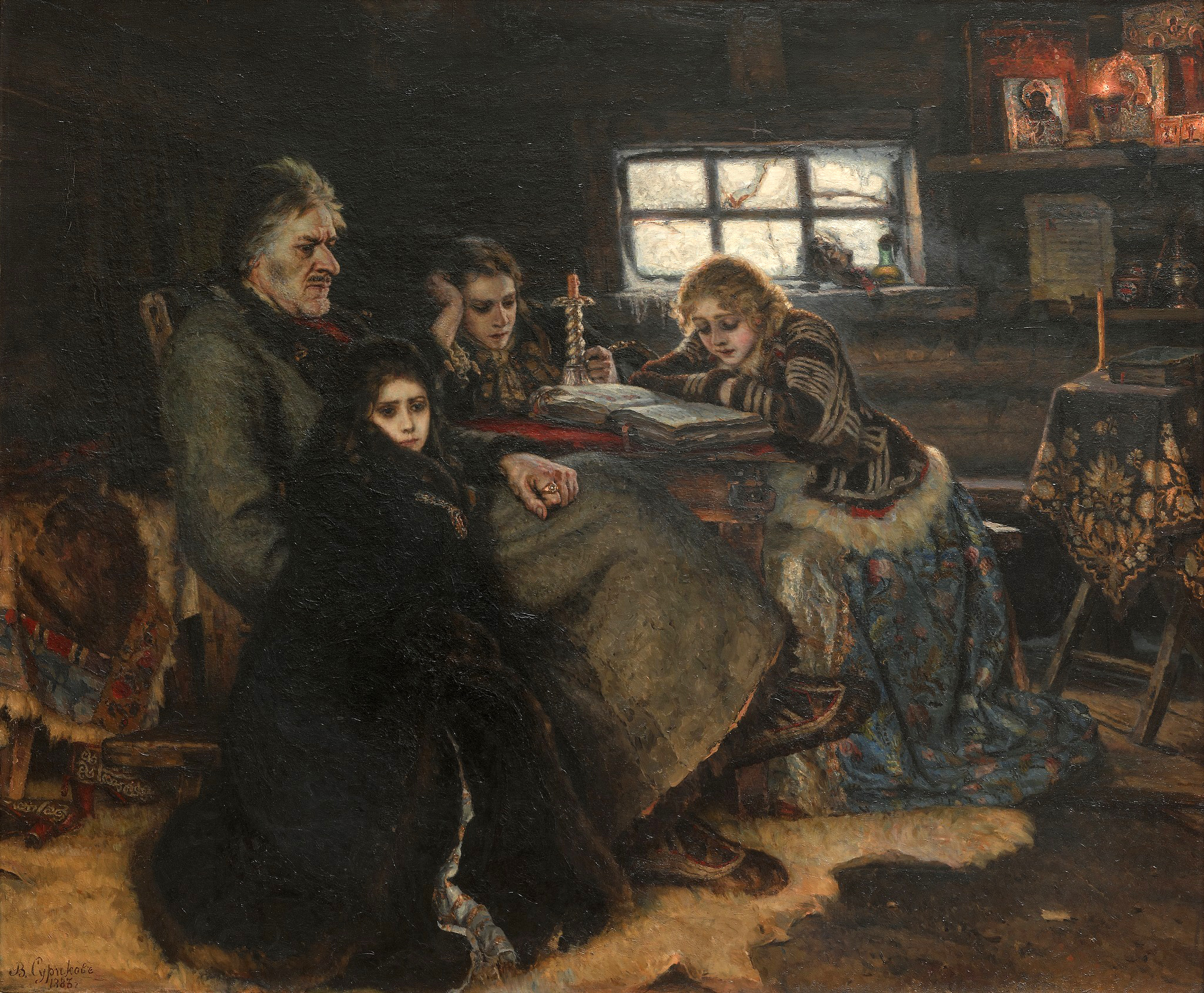
Ménshikov en el exilio en Beriózovo. Óleo de Vasili Súrikov. 1883. Galería Tretiakov. Moscú

Dejó numerosos descendientes, muchos de ellos personajes preeminentes en la nobleza rusa.